# Мілковські (герб)
Мілковські (пол. Miłkowski) - шляхетський герб. 

## Опис герба
Балка вгорі перехрещена двома скосами, внизу розірвана і схрещена скосом вліво. 

## Найдавніші згадки
Печатка А. Мілковського від 1580 р.. 

## Геральдичний рід
Мілковські (Miłkowski). 